# Parafia św. Anny w Serocku
Parafia pw. św. Anny w Serocku – rzymskokatolicka parafia należąca do dekanatu serockiego, diecezji płockiej, metropolii warszawskiej. Duszpasterstwo w niej prowadzą księża diecezjalni. Mieści się przy ulicy Farnej. 

## Zasięg parafii
Do parafii należą wierni z miejscowości: Serock, Święcienica, Wólka Zaleska, Zabłocie. 